# 圣日耳曼德塞苏尔
圣日耳曼德塞苏尔（法語：Saint-Germain-des-Essourts，法語發音：[sɛ̃ ʒɛʁmɛ̃ dez‿esuʁ]）是法国滨海塞纳省的一个市镇，属于鲁昂区。

## 地理
圣日耳曼德塞苏尔（49°32'19"N, 1°19'11"E）面积9.37 平方千米，位于法国诺曼底大区滨海塞纳省，该省份为法国北部沿海省份，其西部及北部濒大西洋英吉利海峡，东起顺时针与索姆省、瓦兹省、厄尔省和卡爾瓦多斯省接壤。
与圣日耳曼德塞苏尔接壤的市镇（或旧市镇、城区）包括：布兰维尔-克勒翁、布瓦赛、卡特奈、隆格吕、圣克鲁瓦叙比希、维约马努瓦尔。
圣日耳曼德塞苏尔的时区为UTC+01:00、UTC+02:00（夏令时）。

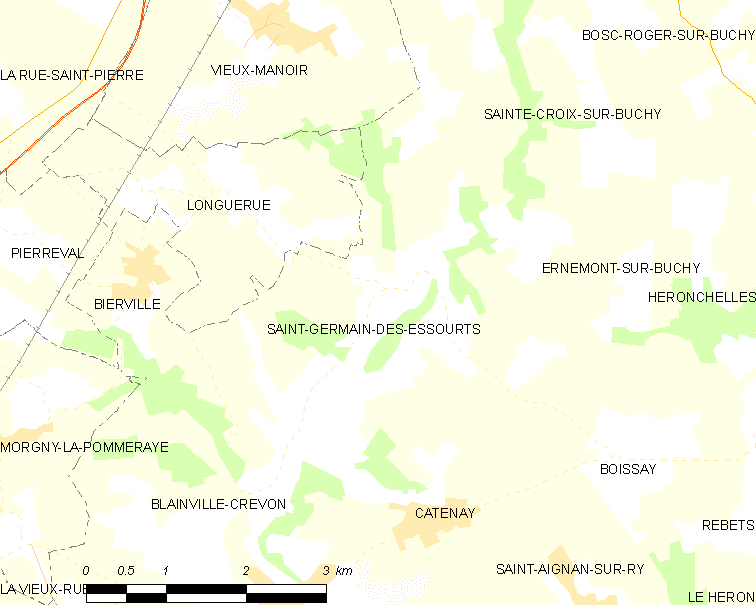
圣日耳曼德塞苏尔的OSM定位图

## 行政
圣日耳曼德塞苏尔的邮政编码为76750，INSEE市镇编码为76581。

## 政治
圣日耳曼德塞苏尔所属的省级选区为勒梅尼勒埃纳尔县。

## 人口

1962-2008年间圣日耳曼德塞苏尔人口变化图示

圣日耳曼德塞苏尔于2022年1月1日时的人口数量为377人。